# Lockhart River Airport
Lockhart River Airport är en flygplats i Australien. Den ligger i kommunen Cook och delstaten Queensland, omkring 1 900 kilometer nordväst om delstatshuvudstaden Brisbane.
Trakten är glest befolkad.
I omgivningarna runt Lockhart River Airport växer huvudsakligen savannskog. Genomsnittlig årsnederbörd är 1 293 millimeter. Den regnigaste månaden är mars, med i genomsnitt 377 mm nederbörd, och den torraste är augusti, med 3 mm nederbörd.